# Dupatta

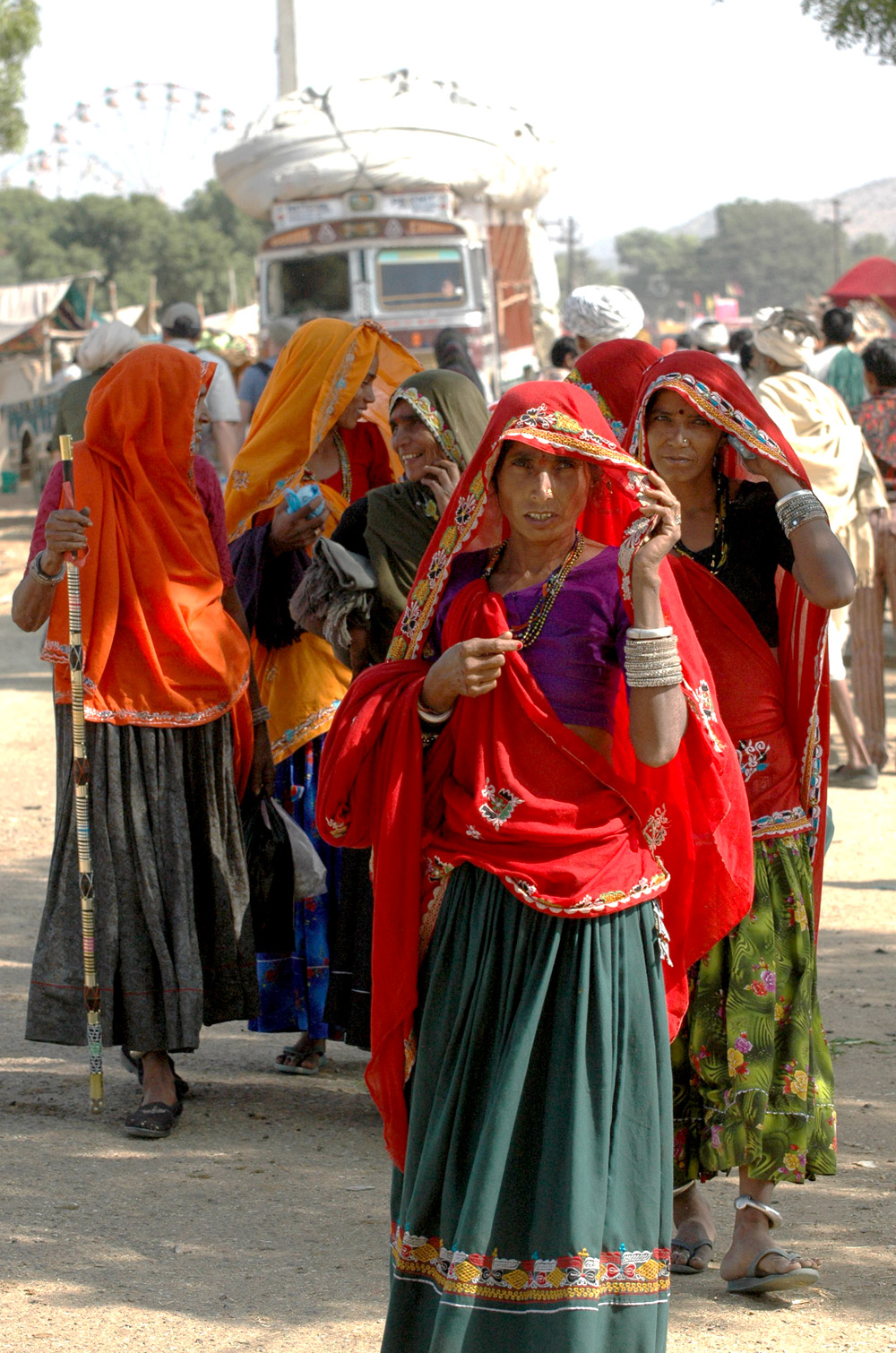
Femmes en Inde portant le chaniya choli et le dupatta

Le dupatta (दुपट्टा, ਦੁਪੱਟਾ/ਚੁੰਨੀ, دوپٹہ)  (autres noms : chādar-orni/orna (ওড়না), chunri, chunni and pacheri) est une écharpe longue qui fait partie du code vestimentaire des femmes en Asie du Sud et s'accorde à leurs vêtements. Le dupatta est souvent porté avec le salwar kameez et le kurta, mais est aussi porté avec le choli ou le gharara. Le dupatta a longtemps été un symbole de pudeur dans l'habillement du sous-continent indien.

## Histoire et origine
Le mot dupatta est une combinaison provenant du sanskrit de du- signifiant 'deux', et patta signifiant bandes de tissu. L'origine du dupatta peut être attribuée à la civilisation de l'Indus située au niveau actuel du Pakistan et du nord-ouest de l'Inde, où l'utilisation des textiles tel que l'ajrak était très répandue. Une sculpture d'un Roi Prêtre d'Harrappa, dont l'épaule gauche est couvert d'une sorte de chaddar, suggère que l'utilisation du dupatta remonte aux cultures indiennes antiques,.

## Utilisation

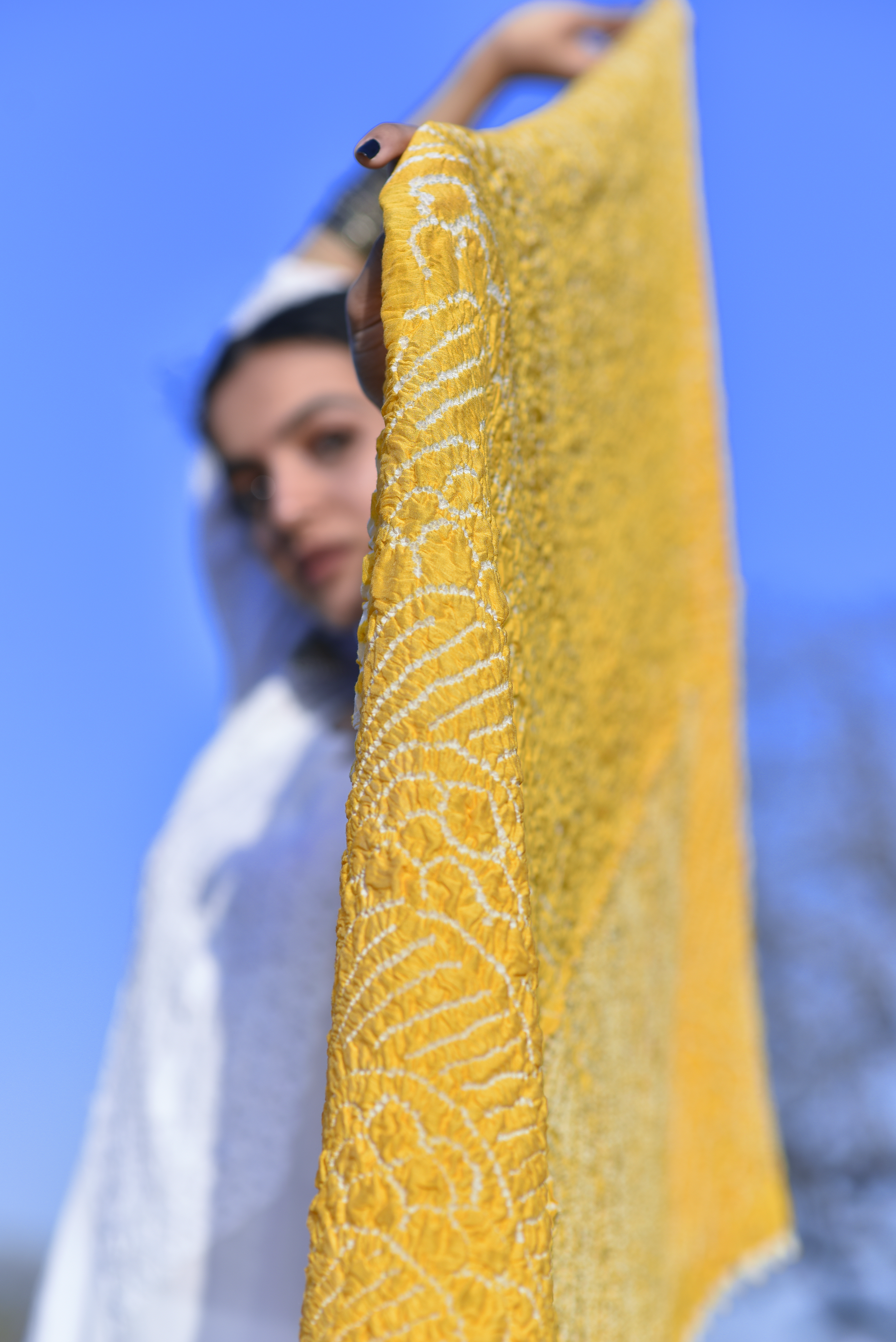
Dupatta d'une robe Bandhani

Un dupatta est traditionnellement porté autour des épaules. Cependant, le dupatta peut être porté comme une cape sur l'intégralité du torse. Le matériau pour le dupatta varie en fonction du costume : coton, georgette, soie, chiffon, ou autre.
Il y a plusieurs façons de porter un dupatta non cousu. Quand il n'est pas enroulé sur la tête dans un style traditionnel, il est habituellement porté avec la moitié du dupatta reposant sur le torse comme une guirlande avec le bout renvoyé par-dessus chaque épaule. Quand le dupatta est porté avec le salwar kameez il est couramment admis de le laisser couler sur le devant et sur le dos.
La première utilisation du dupatta est de couvrir la tête et le contour de la poitrine. Les femmes musulmanes (principalement en Inde, Pakistan et Bangladesh) porte aussi le dupatta d'une façon qui couvre leur visage et ne laisse paraitre que les yeux, ce style est aussi appelé Niqaab et Hijaab. Cependant, l'utilisation du dupatta a changé au cours du temps. Dans les modes actuelles, le dupatta est fréquemment placé par-dessus une épaule ou même juste dessus les bras. Une autre tendance est le dupatta court, qui est plus une écharpe ou une étole, souvent porté avec le kurta ou les vêtements à l'occidentale. Essentiellement, le dupatta est un accessoire au sein de la mode citadine.
Quand on entre dans une mosquée, dargah, église, gurdwārā ou mandir, il est habituel dans le sous-continent indien pour les femmes de couvrir leurs têtes avec un dupatta.